# Idiocera paulsi
Idiocera paulsi är en tvåvingeart som beskrevs av Jaroslav Stary och Ujvarosi 2005. Idiocera paulsi ingår i släktet Idiocera och familjen småharkrankar. Inga underarter finns listade i Catalogue of Life.